# أبوبكا
أبوبكا (بالإنجليزية: Apopka)‏ هي مدينة أمريكية تقع في ولاية فلوريدا. تبلغ مساحة هذه المدينة 64.6 (كم²)،ويبلغ عدد سكانها 41542 نسمة حسب إحصاء سنة 2010 م 41542.تشير إحصاءات سنة 2000م بأن الكثافة السكانية في هذه المدينة تقدر بـ(412.4) نسمة/كم2 

## التركيبة السكانية
حدّد مكتب تعداد الولايات المتحدة بيانات التركيبة السكانية لأبوبكا في تعداد الولايات المتحدة. في ما يلي، التركيبة السكانية حسب تعدادي 2000 و2010.

### تعداد عام 2000
بلغ عدد سكان أبوبكا 26,642 نسمة بحسب تعداد عام 2000، وبلغ عدد الأسر 9,562 أسرة وعدد العائلات 7,174 عائلة مقيمة في المدينة. في حين سجلت الكثافة السكانية 292.1 نسمة لكل كيلومتر مربع (756.5/ميل2). وبلغ عدد الوحدات السكنية 10,091 وحدة بمتوسط كثافة قدره 110.6 لكل كيلومتر مربع (286.5/ميل2).
وتوزع التركيب العرقي للمدينة بنسبة 73.85% من البيض و15.56% من الأمريكيين الأفارقة و0.42% من الأمريكيين الأصليين و1.89% من الأمريكيين ذوي الأصول الآسيوية و0.09% من سكان جزر المحيط الهادئ و5.36% من الأعراق الأخرى و2.83% من عرقين مختلطين أو أكثر و18.08% من الهسبانيون أو اللاتينيون من أي عرق.
بلغ عدد الأسر 9,562 أسرة كانت نسبة 42.2% منها لديها أطفال تحت سن الثامنة عشر تعيش معهم، وبلغت نسبة الأزواج القاطنين مع بعضهم البعض 55.8% من أصل المجموع الكلي للأسر، ونسبة 14.4% من الأسر كان لديها معيلات من الإناث دون وجود شريك، بينما كانت نسبة 4.9% من الأسر لديها معيلون من الذكور دون وجود شريكة وكانت نسبة 25% من غير العائلات. تألفت نسبة 18.6% من أصل جميع الأسر من عدة أفراد يعيشون في نفس المنزل ونسبة 5.8% كانت تتألف من شخص يعيش بمفرده يبلغ من العمر 65 عاماً أو أكثر. وبلغ متوسط حجم الأسرة المعيشية 2.76، أما متوسط حجم العائلات فبلغ 3.13.
بلغ العمر الوسطي للسكان 33.3 عاماً. وكانت نسبة 28.2% من القاطنين تحت سن الثامنة عشر، وكانت نسبة 8.6% بين الثامنة عشر والرابعة والعشرين عاماً، ونسبة 33.5% كانت واقعةً في الفئة العمرية ما بين الخامسة والعشرين والرابعة والأربعين عاماً، ونسبة 19.4% كانت ما بين الخامسة والأربعين والرابعة والستين، ونسبة 9.5% كانت ضمن فئة الخامسة والستين عاماً فما فوق. يوجد لكل 100 أنثى 94.3 ذكر، ويوجد لكل 100 أنثى في الثامنة عشر من عمرها فما فوق 90.5 ذكر.
بلغ متوسط دخل الأسرة في المدينة 43,438 دولارًا، أما متوسط دخل العائلة فبلغ 49,334 دولارًا. وكان متوسط دخل الذكور 32,070 دولارًا مقابل 26,814 دولارًا للإناث. وسجل دخل الفرد الخاص بالمدينة 19,998 دولارًا. وكانت نسبة 6.4% من العائلات ونسبة 9% من السكان تحت خط الفقر، وكان من هؤلاء نسبة 12.9% تحت سن الثامنة عشر ونسبة 6.7% في الخامسة والستين من العمر وما فوق.

### تعداد عام 2010
بلغ عدد سكان أبوبكا 41,542 نسمة بحسب تعداد عام 2010، وبلغ عدد الأسر 14,360 أسرة وعدد العائلات 10,983 عائلة مقيمة في المدينة. في حين سجلت الكثافة السكانية 455.5 نسمة لكل كيلومتر مربع (1,179.7/ميل2). وبلغ عدد الوحدات السكنية 15,707 وحدة بمتوسط كثافة قدره 172.2 لكل كيلومتر مربع (446.0/ميل2).
وتوزع التركيب العرقي للمدينة بنسبة 64.27% من البيض و20.67% من الأمريكيين الأفارقة و0.30% من الأمريكيين الأصليين و3.20% من الأمريكيين ذوي الأصول الآسيوية و0.09% من سكان جزر المحيط الهادئ و8.17% من الأعراق الأخرى و3.30% من عرقين مختلطين أو أكثر و25.39% من الهسبانيون أو اللاتينيون من أي عرق.
بلغ عدد الأسر 14,360 أسرة كانت نسبة 42% منها لديها أطفال تحت سن الثامنة عشر تعيش معهم، وبلغت نسبة الأزواج القاطنين مع بعضهم البعض 57.2% من أصل المجموع الكلي للأسر، ونسبة 13.9% من الأسر كان لديها معيلات من الإناث دون وجود شريك، بينما كانت نسبة 5.3% من الأسر لديها معيلون من الذكور دون وجود شريكة وكانت نسبة 23.5% من غير العائلات. تألفت نسبة 17.9% من أصل جميع الأسر من عدة أفراد يعيشون في نفس المنزل ونسبة 5.3% كانت تتألف من شخص يعيش بمفرده يبلغ من العمر 65 عاماً أو أكثر. وبلغ متوسط حجم الأسرة المعيشية 2.88، أما متوسط حجم العائلات فبلغ 3.25.
بلغ العمر الوسطي للسكان 35.4 عاماً. وكانت نسبة 27.4% من القاطنين تحت سن الثامنة عشر، وكانت نسبة 7.9% بين الثامنة عشر والرابعة والعشرين عاماً، ونسبة 30.1% كانت واقعةً في الفئة العمرية ما بين الخامسة والعشرين والرابعة والأربعين عاماً، ونسبة 24.6% كانت ما بين الخامسة والأربعين والرابعة والستين، ونسبة 10% كانت ضمن فئة الخامسة والستين عاماً فما فوق. وتوزع التركيب الجنسي للسكان بنسبة 48.5% ذكور و51.5% إناث.

## أعلام
- جاي هوارد
- إدي س. براون
- دونالد سكوت
- ديريك كلارك
- إلووود كوك
- روجرز بيكيت
- كاي ديفيس